# Campeonato Mundial de Natação em Piscina Curta de 2010 - 800 m livre feminino
A prova dos 800 metros nado livre feminino do Campeonato Mundial de Natação em Piscina Curta de 2010 foi disputado em 16 de dezembro em Dubai nos Emirados Árabes Unidos.

## Recordes
Antes desta competição, os recordes mundiais e do campeonato nesta prova eram os seguintes:
|    | Nome              | Nacionalidade | Tempo (minuto) | Local      | Data                   |
| -- | ----------------- | ------------- | -------------- | ---------- | ---------------------- |
| WR | Alessia Filippi   | Itália        | 8:04.53        | Rijeka     | 12 de dezembro de 2008 |
| CR | Rebecca Adlington | Reino Unido   | 8:08.25        | Manchester | Manchester 2008        |

## Medalhistas
| Ouro                          | Prata                        | Bronze             |
| Erika Villaécija García (ESP) | Mireia Belmonte García (ESP) | Kate Ziegler (USA) |

## Resultado
A prova teve sua disputa realizada em 16 de dezembro.
| Colocação         | Bateria | Raia | Nome                                | Tempo   | Notas |
| ----------------- | ------- | ---- | ----------------------------------- | ------- | ----- |
| Medalha de ouro   | 4       | 3    | Erika Villaécija García (ESP)       | 8:11.61 |       |
| Medalha de prata  | 4       | 7    | Mireia Belmonte García (ESP)        | 8:12.48 |       |
| Medalha de bronze | 4       | 2    | Kate Ziegler (USA)                  | 8:12.84 |       |
| 4                 | 4       | 4    | Lotte Friis (DEN)                   | 8:14.22 |       |
| 5                 | 1       | 3    | Chen Qian (CHN)                     | 8:16.11 |       |
| 6                 | 4       | 6    | Blair Evans (AUS)                   | 8:16.52 |       |
| 7                 | 3       | 3    | Chloe Sutton (USA)                  | 8:16.54 |       |
| 8                 | 3       | 6    | Coralie Balmy (FRA)                 | 8:16.73 |       |
| 9                 | 4       | 8    | Kristel Kobrich (CHI)               | 8:18.26 |       |
| 10                | 1       | 6    | Li Xuanxu (CHN)                     | 8:22.32 |       |
| 11                | 3       | 5    | Nina Cesar (SLO)                    | 8:22.42 |       |
| 12                | 4       | 5    | Katie Goldman (AUS)                 | 8:23.47 |       |
| 13                | 3       | 1    | Andreina Pinto (VEN)                | 8:26.31 |       |
| 14                | 3       | 2    | Maiko Fujino (JPN)                  | 8:29.65 |       |
| 15                | 3       | 4    | Tjasa Oder (SLO)                    | 8:29.75 |       |
| 16                | 1       | 2    | Alice Nesti (ITA)                   | 8:34.33 |       |
| 17                | 3       | 7    | Cecilia Biagioli (ARG)              | 8:38.06 |       |
| 18                | 2       | 5    | Ting Sheng-Yo (TPE)                 | 8:38.63 |       |
| 19                | 3       | 8    | Julia Hassler (LIE)                 | 8:42.63 |       |
| 20                | 2       | 3    | Samantha Arevalo Salinas (ECU)      | 8:44.37 |       |
| 21                | 2       | 2    | Simona Marinova (MKD)               | 8:44.52 |       |
| 22                | 2       | 4    | Elin Sofia Slaatmo (NOR)            | 8:45.73 |       |
| 23                | 2       | 6    | Alexia Pamela Benitez Quijada (ESA) | 8:46.20 |       |
| 24                | 2       | 7    | Daniela Kaori Miyahara (PER)        | 8:51.99 |       |
| 25                | 1       | 4    | Malia Mghezzi Bekhouche (ALG)       | 9:01.27 |       |
| 26                | 2       | 1    | Andrea Cedrón (PER)                 | 9:02.93 |       |
| 27                | 2       | 8    | Victoria Isabelle Ho (JAM)          | 9:14.45 |       |
| 28                | 1       | 5    | Elodie Poo Cheong (MRI)             | 9:52.19 |       |

Legenda
| Recorde mundial       | Recorde mundial (World record)               |                       | Recorde africano                      | Recorde africano (African) |                                           | Q | Classificado por posição (Qualified) |
| Recorde do campeonato | Recorde do campeonato (Championship record)  | Recorde da América    | Recorde da América (Americas)         | q                          | Classificado por melhor tempo (Qualified) |   |                                      |
| Melhor marca do ano   | Melhor marca do ano (World leading)          | Recorde asiático      | Recorde asiático (Asian)              | DNS                        | Não largou (Did not start)                |   |                                      |
| Recorde nacional      | Recorde nacional (National record)           | Recorde europeu       | Recorde europeu (European)            | DNF                        | Não terminou (Did not finish)             |   |                                      |
| Recorde pessoal       | Recorde pessoal do atleta (Personal best)    | Recorde da Oceania    | Recorde da Oceania (Oceania)          | DSQ / DQ                   | Desclassificado (Disqualified)            |   |                                      |
| Recorde da temporada  | Recorde da temporada do atleta (Season best) | Recorde sul-americano | Recorde sul-americano (South America) | NM                         | Sem marca (No mark)                       |   |                                      |